# Manon Spierenburg
Manon Spierenburg (Voorhout, 28 mei 1968) is een Nederlandse schrijfster, columnist en scenarist.
Ze groeide als enig kind op in Noordwijk (Zuid-Holland) en ging al vroeg aan het schrijven, ze was naar eigen zeggen vier jaar. Ze hield een dagboek bij in twee belevingswerelden; links noteerde ze wat ze wilde dat er gebeurd was, rechts de realiteit. 
Ze studeerde Nederlandse taal en letterkunde aan de Universiteit van Amsterdam (1987-1993) en was tussen 1993 en 1995 freelance copywriter.
Spierenburg heeft als scenarist en projectleider voor de Nederlandse televisieserie Goede tijden, slechte tijden gewerkt ((tussen 1999 en 2001). Tussen 2001 en 2006 was ze scenarist voor series als Rozengeur & Wodka Lime, Bradaz en Oppassen!!!. Veel later, vanaf 2009 tot 2021, schreef ze scenario’s voor de series Floor Faber en SpangaS.
Haar debuutroman uit 2004 De Zeepfabriek was een tijdelijke afsluiting van de periode als scenarist. Spierenburg werd bekend als schrijfster van de kinderboekenreeks De Vier van Westwijk (2008-2103), het tweede deel uit de serie De verdwijning van Bo Monti werd in 2012 verfilmd. Tussen 2015 en 2017 werkte ze aan de jeugdboekenserie Out There. In het seizoen 2020-2021 was ze columnist voor De Volkskrant. In 2022 bracht ze het boek Doof! uit over ervaringen over haar toenemende doofheid (cookie-bite) sinds 1988.